# HC Red Ice
HC Red Ice – szwajcarski klub hokeja na lodzie z siedzibą w Martigny.

## Historia
W 2008 przeprowadzono fuzję klubu HC Martigny z HC Verbier Val-de-Bagnes, po czym utworzono HC Red Ice Martigny-Verbier-Entremont. Od 2012 do 2017 drużyna występowała w National League B, a po przemianowano rozgrywek do 2018 w Swiss League. W tymże roku dokonano fuzji HC Red Ice z Sion HC i utworzono klub HC Valais-Chablais.
W sezonie 2016/2017 trenerem zespołu był Matjaž Kopitar.

## Sukcesy
- Złoty medal mistrzostw Szwajcarii amatorów: 2012
- Awans do National League B: 2012